# Josefina Álvares de Azevedo
Pour les articles homonymes, voir Álvares et Azevedo.
Josefina Álvares de Azevedo (Recife?, 5 mars 1851 — ?) est une journaliste, écrivaine et précurseure du féminisme au Brésil,.
En 1877, elle s'installe à São Paulo, où elle fonde en 1888 le journal A Família (La famille), où elle défend principalement l'éducation féminine et le suffrage universel. L'année suivante, elle transfère le journal à Rio de Janeiro et continue sa publication jusqu'en 1897. Ses articles ont un impact national, surtout un texte intitulé « O direito de voto » (Le droit au vote), publié en 1890,.